# Charles Somerset, 1:e earl av Worcester
Charles Somerset, 1:e earl av Worcester, född 1460 död 1526, var en engelsk hovfunktionär, Lord Chamberlain 1508-1526. Han var illegitim son till Henrik Beaufort, 3:e hertig av Somerset och Joan Hill. 
Han gifte sig 1:o 1492 med Elizabeth Herbert, baronessa Herbert, dotter till William Herbert,2:e earl av Pembroke. Han gifte sig 2:o med Elizabeth West, dotter till Sir Thomas West, 8:e Lord la Warre. Han gifte sig 3:e gången med Eleanor Sutton, dotter till Edward Sutton, 2:e baron Dudley.
Han begravdes 1526 i Saint George's Chapel, Windsor Castle. 

## Barn
- Lady Mary Somerset, gift med sir William Grey, 13:e lord Grey of Wilton
- Henry Somerset, 2:e earl av Worcester (1496-1549)